# Andrea Temesvári
Andrea Temesvári (Budapest, 26 aprile 1966) è un'ex tennista ungherese.

## Biografia
Andrea Temesvári è figlia di Ottó Temesvári. Durante la sua carriera vinse il doppio al Roland Garros nel 1986 battendo la coppia composta da Steffi Graf e Gabriela Sabatini in due set (6-1, 6-2); la sua compagna nell'occasione era Martina Navrátilová. Giunse due volte alle semifinali, nel 1985 e nel 1989.
Nel singolo ha raggiunto due volte gli ottavi di finale nel tornei dello Slam: al Roland Garros nel 1983 e a Wimbledonl’anno successivo, dove perse contro Carina Karlsson.
Nel 1996 ha rappresentato l'Ungheria alle Olimpiadi di Atlanta, dove è uscita subito al primo turno.
Si è ritirata nel 1997. 

## Vita privata
Ha tre figli.